# Ictalurus mexicanus
The bagre de rio verde (Ictalurus mexicanus) là một loài cá thuộc họ Ictaluridae. Nó là loài đặc hữu của México.